# Lilla Nygårdstjärnen
Lilla Nygårdstjärnen är en sjö i Hällefors kommun i Västmanland och ingår i Göta älvs huvudavrinningsområde. Sjöns area är 0,0092 kvadratkilometer och den är belägen 203 meter över havet.